# Beijing X3
BAIC Senova X35 – samochód osobowy typu crossover klasy subkompaktowej produkowany pod chińską marką BAIC w latach 2016–2020 oraz pod chińską marką Beijing jako Beijing X3 od 2020 roku.

## Historia i opis modelu

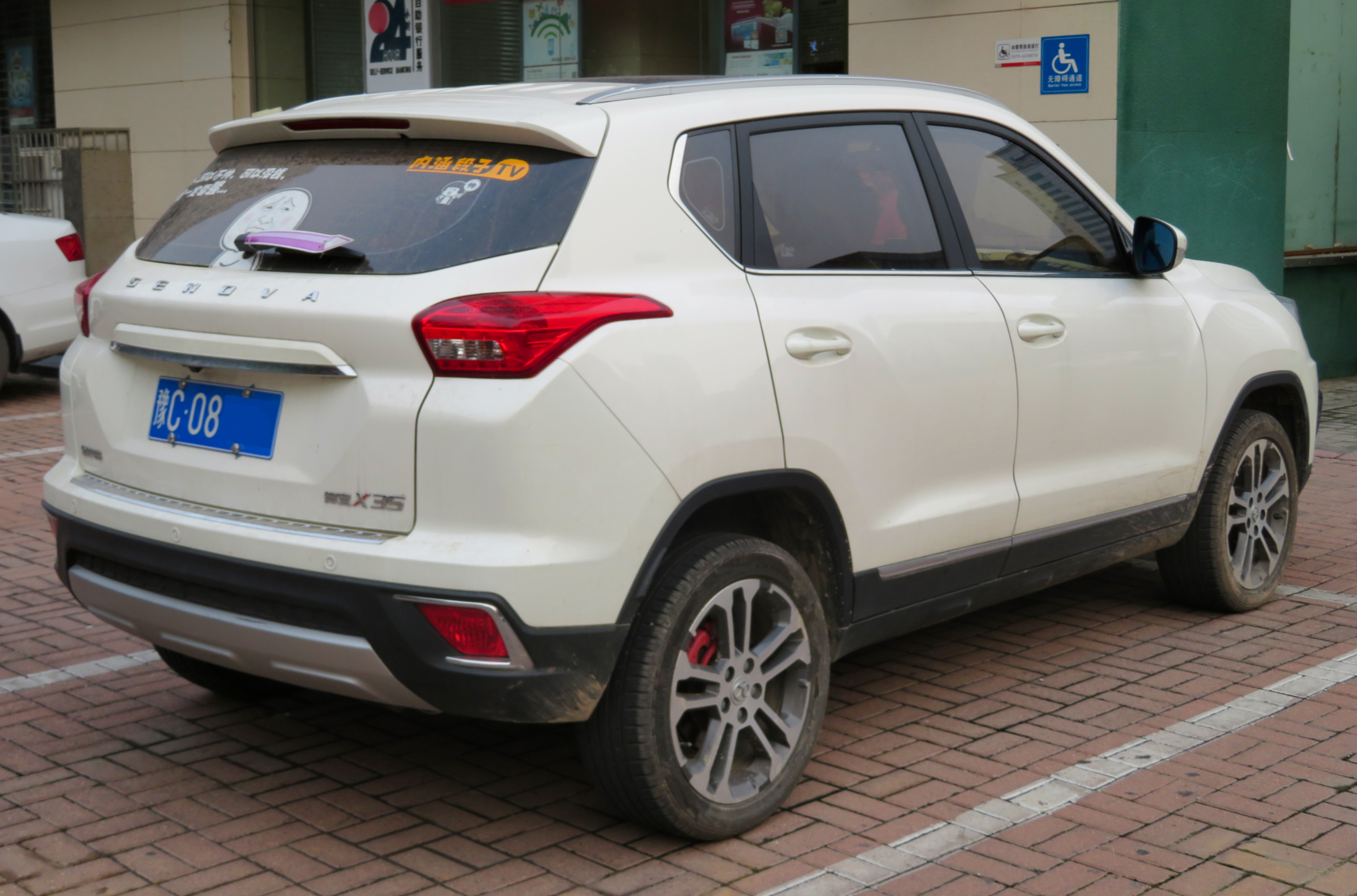
BAIC Senova X35 – tył

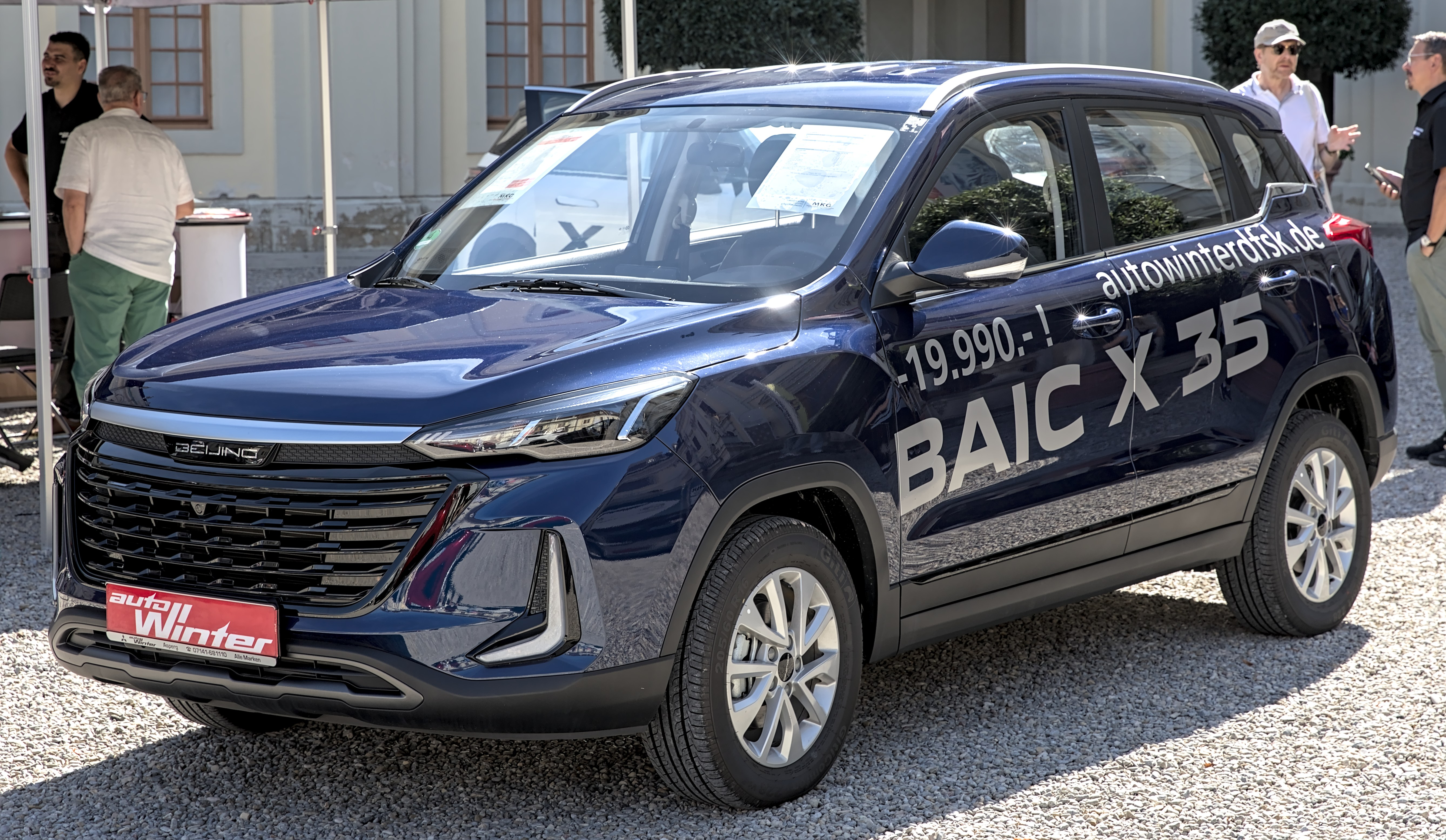
Beijing X3 po liftingu

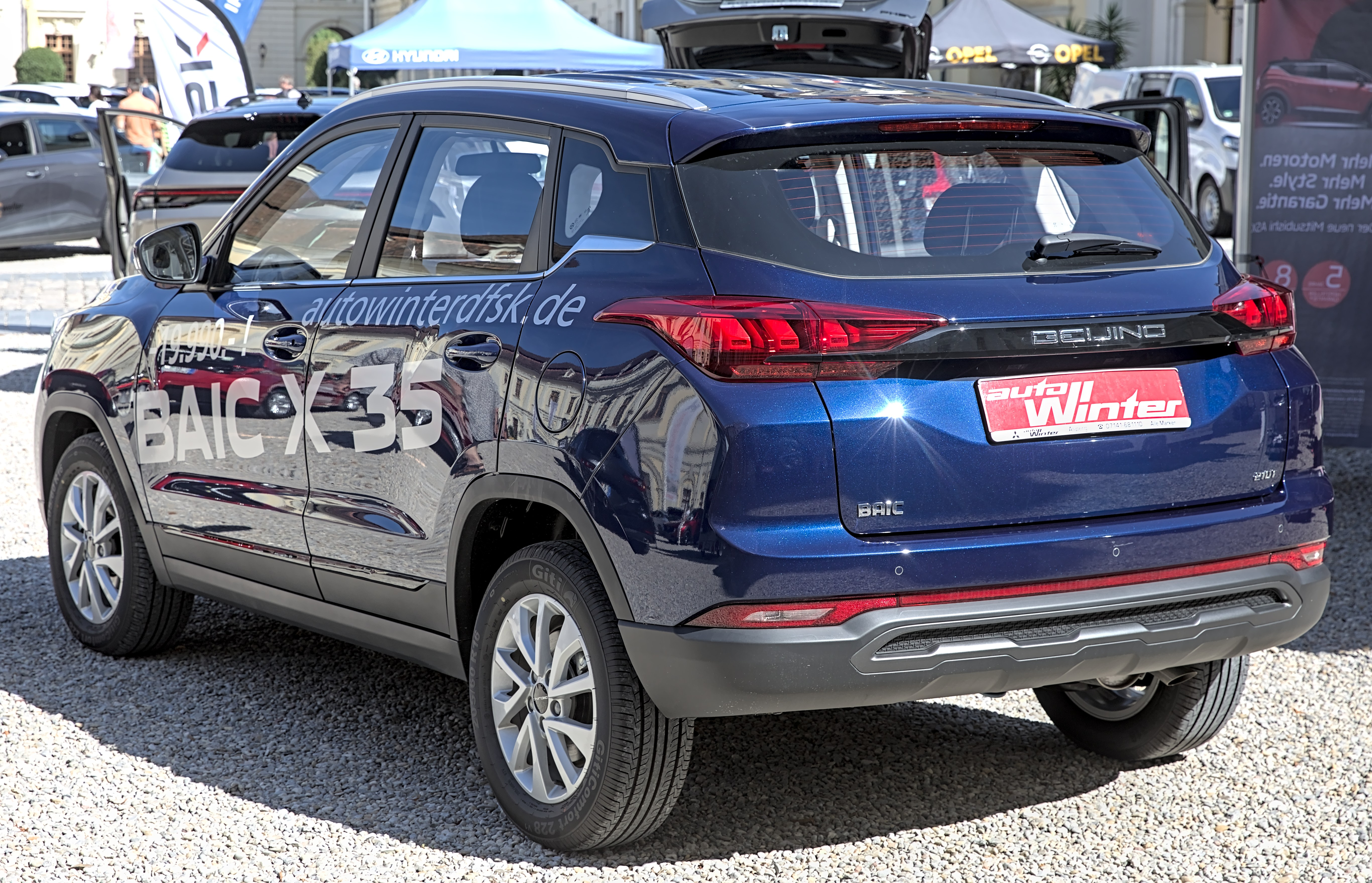
Beijing X3 – tył po liftingu

Model X35 zadebiutował oficjalnie w kwietniu 2016 roku podczas salonu samochodowego w Pekinie jako kolejny miejski Crossover linii modelowej Senova mający na celu uplasować się pomiędzy mniejszym X25 a większym X55.
Charakterystycznymi cechami wizualnymi pojazdu stało się masywne nadwozie z wysoko poprowadzoną linią okien, a także wysoko osadzonymi reflektorami oraz lampami. Kabina pasażerska utrzymana została z kolei w kolorowym wzornictwie na czele z okrągłymi nawiewami, a także wysoko osadzonym dotykowym ekranem systemu multimedialnego z łącznością Bluetooth.
Pod kątem technicznym BAIC skorzystał ze współpracy z japońskim Mitsubishi, zapożyczając 1,5-litrowy czterocylindrowy silnik benzynowy stosowany też w innych modelach z linii Senova.

### Lifting
W czerwcu 2019 roku BAIC Senova przeszedł obszerną restylizację, która objęła zarówno wygląd zewnętrzny, jak i wystrój kabiny pasażerskiej. Dokonano także korekty nazwy na BAIC Senova Zhida. Pas przedni zyskał większą atrapę chłodnicy i bardziej agresywnie ukształtowane reflektory, z kolei tylna część nadwozia otrzymała rozleglejsze lampy połączone chromowaną poprzeczką. We wnętrzu porzucono okrągłe wzornictwo deski rozdzielczej na rzecz masywniejszego projektu kokpitu. Rok później, w ramach oficjalnego wdrożenia na rynek nowej marki Beijing w lipcu 2020 roku, linia modelowa Senova została wycofana z użytku. W ten sposób, samochód ponownie zyskał nową nazwę, Beijing X3.

### Sprzedaż
Początkowo X35 był oferowany na wewnętrznym rynku chińskim, będąc produktem wytwarzanym lokalnie. Zmianie uległo to w 2018 roku, gdy na potrzeby rynków Afryki Północnej uruchomiono produkcję w algierskiej Batnie. Po restylizacji, zasięg rynkowy crossovera został poszerzony o kolejne duże rynku zbytu. W 2022 roku zadebiutował zmodyfikowany wizualnie model EVO 5, oferowany przez włoskie przedsiębiorstwo Automobili EVO na potrzeby rynku Włoch i Hiszpanii. W kwietniu 2023 pod nazwą BAIC X35 rozpoczęła się z kolei produkcja w rosyjskim Królewcu przez lokane przedsiębiorstwo Avtotor. W grudniu tego samego roku samochód zadebiutował na rynku polskim jako BAIC Beijing 3

### Silnik
- R4 1.5l A151